# ماثيو بومان
ماثيو بومان (بالإنجليزية: Matthew Bowman)‏ هو لاعب كرة قدم أمريكي، ولد في 31 يناير 1990 في تشيفي تشايس ‏ في الولايات المتحدة. لعب مع شيفيلد وينزداي.

## وصلات خارجية
- ماثيو بومان على موقع إي إس بي إن إف سي (الإنجليزية)
- ماثيو بومان على موقع قاعدة بيانات كرة القدم.إي يو (الإنجليزية)
- ماثيو بومان على موقع Soccerbase.com (لاعب) (الإنجليزية)